# 埼玉ひびきの農業協同組合
埼玉ひびきの農業協同組合（さいたまひびきののうぎょうきょうどうくみあい）は、埼玉県本庄市に本店を置く農業協同組合。本庄市のほかに上里町、美里町、神川町の計1市3町を管轄している。通称、JA埼玉ひびきの。

## 概要
- 1997年（平成9年）4月 - JA埼玉本庄・JA上里町・JA埼玉美里・JA児玉町・JA神川・JA神泉村の6つのJAが合併して発足。
- 2014年（平成26年） - 本庄早稲田駅付近に本店を新築移転。

## 店舗
- 本庄市
  - 本店
  - 本庄北支店
  - 本庄南支店
  - 児玉支店
- 上里町
  - 上里支店
- 美里町
  - 美里支店
- 神川町
  - 神川支店